# Svitlodarsk
Svitlodarsk (em ucraniano:  Світлодарськ, em russo:  Светлодарск) é uma cidade da Ucrânia, situada no Oblast de Donetsk. Tem 2,12 km² de área e sua população em 2020 foi estimada em 11.421 habitantes.